# ضماوات
الضماوات (بالإنجليزية: Vibrionaceae)‏ هي عائلة بكتيريا من متقلبات غاما، تعيش في المياه العذبة أو المالحة، والعديد من أنواعها ممرضة بما في ذلك النوع المميز لها الضمة الكوليرية وهو المسؤول عن الكوليرا، أغلب البكتيريا الضيائية حيوياً تنتمي لهذه العائلة وتعيش عادةً في تكافل مع حيوانات أعماق البحار.
الضماوات هي بكتيريا سلبية الغرام لاهوائية اختيارياً وقادرة على التخمير، تحتوي على أكسيداز ولها سوط واحد أو أكثر في المنطقة القطبية عموماً، حددت هذه الخصائص في الأصل العائلة التي قسمت إلى أربعة أجناس، إثنين منها الضمة واللميعة توافق المجموعة الحديثة، على الرغم من تحديد العديد من الأجناس الجديدة وقد أظهرت الدراسات الوراثية الأعضاء الأصليين الآخرين وهما الغازية والقوربية وتنتمي إلى عائلات منفصلة، وتضم عائلة الضماوات حاليا ثمانية أجناس نشرت بشكل معتمد.

## الأجناس
- (بالإنجليزية: Aliivibrio)‏
- (بالإنجليزية: Allomonas)‏
- بينيكية (بالإنجليزية: Beneckea)‏
- (بالإنجليزية: Enhydrobacter)‏
- ليستونيلا (بالإنجليزية: Listonella)‏
- (بالإنجليزية: Lucibacterium)‏
- اللميعة (بالإنجليزية: Photobacterium)‏
- (بالإنجليزية: Salinivibrio)‏
- الضمة (بالإنجليزية: Vibrio)‏